# 대한민국의 모델 목록
다음은 대한민국의 모델 목록이다.

## ㄱ
- 구혜선
- 권상우
- 김규종
- 김다울
- 김유리 (모델)
- 김태희

## ㄷ
- 다니엘 헤니

## ㅅ
- 송윤아
- 수영 (1990년)

## ㅇ
- 안재현
- 오윤아
- 우승연 (배우)
- 윤아
- 이성경
- 이수혁 (배우)
- 이언정 (1977년)
- 이파니
- 이홍 (1974년)

## ㅈ
- 전지현

## ㅊ
- 최지우
- 최한빛

## ㅎ
- 하리수
- 혜박

## 같이 보기
- 대한민국의 문화